# Yvonne Ingdahl
Yvonne Ingdahl, född 10 december 1939 i Frederiksberg Danmark, död 6 februari 2022, var en dansk skådespelare.

## Filmografi
- 1971 - Ferien
- 1967 - Elvira Madigan
- 1966 - Det var en gång ett krig
- 1965 - Sommarkrig